# Elliot Peak
Der Elliot Peak ist ein Berggipfel in der antarktischen Ross Dependency. In der Königin-Alexandra-Kette des Transantarktischen Gebirges ragt er 1,5 km nordwestlich des Tempest Peak in den Marshall Mountains aus einem markanten, sich nach Nordosten erstreckenden Gebirgskamm aus Basalt auf.
Eine Mannschaft der Ohio State University, welche die Königin-Alexandra-Kette zwischen 1966 und 1967 erkundete, nahm die Benennung vor. Namensgeber ist der britische Geologe David Hawksley Elliot (* 1936), ein Teilnehmer an dieser Forschungsreise.